# Быстров, Борис Евгеньевич
Бори́с Евге́ньевич Быстро́в (12 февраля 1945, Москва, РСФСР, СССР — 17 августа 2024, там же, Россия) — советский и российский актёр театра, кино и дубляжа, диктор. Народный артист Российской Федерации (2001).

## Биография
Родился 12 февраля 1945 года в Москве.
В 21 год сыграл главную роль в известном советском фильме-сказке «Волшебная лампа Аладдина». После громкого успеха в роли Аладдина Борис Быстров снялся ещё в нескольких картинах — «Удар! Ещё удар!», «Приключения жёлтого чемоданчика», «ТАСС уполномочен заявить…» и других.
В 1966 году окончил Школу-студию МХАТ (курс А. М. Карева). После выпуска служил в театре «Ленком». С 1968 года — актёр Московского драматического театра имени М. Н. Ермоловой. Играл в спектаклях «Балы и страсти Петербурга», «Невольницы», «Измена», «Как любил я Вас!», «Хищница».
С 1970-х годов работал на озвучивании и дубляже зарубежных художественных фильмов и мультфильмов. В мультипликационных сериалах «Симпсоны» и «Футурама» в течение нескольких лет озвучивал все мужские роли.
Скончался 17 августа 2024 года в Москве на 80-м году жизни от острой сердечной недостаточности. Прощание прошло 22 августа в Театре им.  Ермоловой. Похоронен в Москве на Троекуровском кладбище.

## Семья
Первая жена — Инна Леонидовна Кмит (1932—1996), советская и российская актриса, дочь актёра Леонида Кмита.
- Дочь — Екатерина Борисовна Кмит (род. 1969), актриса[7].

Вторая жена — Татьяна Абрамовна Лейбель (род. 1946), балерина, исполнительница эстрадных танцев, заслуженная артистка РСФСР. Живёт в Канаде.
Третья жена — Ирина Вадимовна Савина (род. 1957), советская и российская актриса театра, кино, озвучивания и дубляжа, заслуженная артистка РСФСР.
- Сын — Николай Борисович Быстров (род. 1989), актёр дубляжа[7].

## Награды
- Заслуженный артист Российской Федерации (27 января 1995) — за заслуги в области искусства[8]
- Народный артист Российской Федерации (26 января 2001) — за большой вклад в развитие театрального искусства[9]
- Лауреат премии Ленинского комсомола Коми АССР

## Творчество

### Роли в театре
- «Разлом» Б. Лавренёва — Годун[1]
- «Снега» — Павел
- «Деньги для Марии» — Василий
- «Дон Жуан приходит с войны» — Дон Жуан
- «Балы и страсти Петербурга» — князь Меншиков
- «Касатка» А. Толстого — Абрам Желтухин
- «Хищница» — Жан Руже
- «Бедность не порок» А. Островского — Коршунов
- «Лунные воды» — полковник Сэлби
- «Двенадцатая ночь» У. Шекспира — Сэр Тоби Белч

### Фильмография
- 1966 — Волшебная лампа Аладдина — Аладдин
- 1967 — За нами Москва — парень в музее
- 1968 — Удар! Ещё удар! — Стародуб
- 1969 — Встреча у старой мечети — Володя Голубев, учитель
- 1970 — Приключения жёлтого чемоданчика — лётчик Валентин Верёвкин, папа Томы
- 1977 — Следствие ведут ЗнаТоКи. «Букет» на приёме — Борис Петухов
- 1977 — Странная женщина — Василий, муж Тамары (в титрах не указан)
- 1984 — ТАСС уполномочен заявить… — Агафонов, майор юстиции, следователь КГБ
- 1984 — Продлись, продлись, очарованье… — Евгений Жариков, муж Нади, сосед Шарыгиной
- 1986 — Бармен из «Золотого якоря» — эпизод
- 1987 — В Крыму не всегда лето — Бела Кун
- 1991 — Заряженные смертью — рецидивист «Буза» (Павел Борисович Никодимов)
- 1991 — Штемп — полковник
- 1993 — По следу телеграфа — Скотти
- 1997 — Дезертир — Хабибула
- 1998 — Рекламный ролик жевательной резинки Stimorol — кассир
- 2004 — На углу, у Патриарших-4 — Князь
- 2007 — Телохранитель — Натаров (фильм № 1 «Ближний круг»)
- 2007 — Короли игры — Григорий Богданович Пацук, акционер из Украины (1-я серия)
- 2008 — Криминальное видео — Алексей Алексеевич Кирпичёв («Кирпич») (фильм № 1 «Привидение, которое возвращается»)
- 2009 — Исаев — Спиридон Меркулов («Пароль не нужен»)

## Дубляж и закадровое озвучивание

### Фильмы

#### Майкл Кейн
- 2014 — Интерстеллар[10] — профессор Бранд
- 2013 — Иллюзия обмана — Артур Тресслер[11]
- 2008 — Тёмный рыцарь[10] — дворецкий Альфред

#### Другие фильмы
- 2002 — Поймай меня, если сможешь[10] — менеджер сберегательного банка Нью-Йорка (Энтони Пауэрс)
- 2000 — Люди Икс — Магнето (Иэн Маккеллен)[12]
- 1993 — Список Шиндлера[10]
- 1984 — Мы ещё встретимся — отец Тиграна (Армен Хачатарян)
- 1983 — Звёздные войны. Эпизод VI: Возвращение джедая[10] — император Палпатин / Дарт Сидиус (Иан Макдермид) (дубляж 2010 года)

### Сериалы
- 2012 — Шерлок[10] — судья (Малкольм Ренни) (2 сезон, 3 серия)
- 1999 — Клан Сопрано[10] — Сальваторе «Биг Пусси» Бонпенсьеро (Винсент Пасторе) (1 сезон, дубляж «Мост-Видео»)
- 1998 — Вавилон-5[7][13] — президент Джон Шеридан, Г’Кар — 5-й сезон
- 1990 — 2000 — Беверли-Хиллз 90210[11] — Джим Уолш (Джеймс Экхаус), Нэт Буссиччио (Джо И. Тата)
- 1982 — Долгая дорога в дюнах[10] — Генрих (Пауль Буткевич)

### Мультсериалы и мультфильмы
- 2011 — Кунг-фу панда: Удивительные легенды — Богомол, часть мужских персонажей[14]
- 2008 — Кунг-фу панда — мастер Угвэй[15]
- 2007 — Симпсоны в кино[16][17] —  Гомер Симпсон
- 1999 — Футурама[10][13][18] — все мужские голоса в озвучке от REN TV и студии «Zone Vision» и половина мужских голосов в озвучке от студии «Hedgehog Riders»
- 1994 — Аладдин — попугай Яго, второстепенные персонажи (дубляж фирмы «СВ-Дубль» по заказу РТР, 1996—1997 гг.)[7][18][19]
- 1990 — Чудеса на виражах — Балу (дубляж студии кинопрограмм РГТРК «Останкино», 1991—1992 гг.)[19]
- 1989 — Симпсоны[7][10][11][13][18][19][20][21] — с 9 по 16 сезон включительно, также 19 сезон (все мужские и подростковые голоса) и с 20 по 33 сезон (половина мужских голосов) (Ren-TV и озвучивание студий «Hedgehog Riders» и «Zone Vision» для 2x2 и Кинопоиска)
- мультфильмы про Багса Банни (ТВ-6, 1993—1994 гг.)[7]

### Компьютерные игры
- 2023 — Atomic Heart: Инстинкт Истребления — профессор Лебедев
- 2019 — Metro Exodus — Андрей Ермак[22]
- 2013 — Dota 2 — Shadow Fiend, Earthshaker, Zeus[23]
- 2006 — Need for Speed: Carbon[24] — Сержант Натан Кросс
- 2005 — Скорая помощь: в борьбе за жизнь[24] — Дениэл Вандир, сенатор
- 2005 — Still Life[24] — Тодд Браунинг
- 2005 — Need for Speed: Most Wanted[24] — Сержант Натан Кросс
- 2004 — Закон и порядок 3: игра на вылет[24] — Ленни Бриско
- 2004 — Звери. На тропе войны[24] — звери клана «Стая», звери клана «Умники»

## Озвучивание

### Мультфильмы
- 1989 — Микко — сын Павловой — Сидоров / адмирал из военно-морского училища / один из дельфинов
- 1989 — Надводная часть айсберга — Сидоров / капитан американского танкера «Lucky»
- 1989 — Секретная океанская помойка — мистер Крюшон / Новозеландский Том
- 1991 — Подводные береты — Сидоров / адмирал из военно-морского училища / один из дельфинов / мистер Крюшон / Новозеландский Том / капитан американского танкера «Lucky»

### Мультсериалы
- 2011 — Путешествие Зины и Кеши — дядя Спасаев

### Документальное кино
- 2016 — «Легенды мирового кино» («Культура»)
- 2004 — «Карта Победы. Приговор обречённых» («Первый канал»)
- 2003 — «Земля российского владения, или „Happy Alaska Day“» — читает отрывки из писем

### Телепередачи
- 2001—2002 — «Телетузики» (REN-TV) — Владимир Познер